# Jean Badal
Pour les articles homonymes, voir Badal.
Jean Badal (né János Badal le 7 mars 1927 à Budapest et mort le 9 octobre 2015,, dans le 5e arrondissement de Paris), est un directeur de la photographie français d'origine hongroise.

## Biographie
Jean Badal est diplômé de la Színház- és Filmművészeti Főiskola (École supérieure d'art dramatique et cinématographique) de Budapest en 1951.
En 1944, à l'âge de 17 ans, il s'engage dans l'Armée rouge sous le commandement du maréchal Rodion Malinovski.   
Il a travaillé pour l'industrie du film hongrois avant d'émigrer en France en 1956. Il a collaboré notamment avec Jacques Tati sur Playtime, ainsi qu'avec André Cayatte, Marcel Carné, Édouard Luntz, Jean Schmidt, Robert Mazoyer, François Leterrier, Jules Dassin, Fred Zinnemann.

## Filmographie partielle
- 1959 : ...Enfants des courants d'air d'Édouard Luntz (court métrage)
- 1961 : Les Mauvais Coups de François Leterrier
- 1962 : L'Éducation sentimentale d'Alexandre Astruc
- 1963 : Kriss Romani de Jean Schmidt
- 1963 : Un roi sans divertissement de François Leterrier
- 1963 : Ballade pour un voyou de Jean-Claude Bonnardot
- 1964 : Tintin et les Oranges bleues de Philippe Condroyer
- 1964 : Et vint le jour de la vengeance de Fred Zinnemann
- 1965 : Quoi de neuf, Pussycat ? de Clive Donner
- 1966 : Les Cœurs verts d'Édouard Luntz
- 1967 : Playtime de Jacques Tati
- 1967 : L'Une et l'Autre de René Allio
- 1969 : La Chasse royale de François Leterrier
- 1969 : La Fiancée du pirate de Nelly Kaplan
- 1970 : Le Dernier Saut d'Édouard Luntz
- 1970 : La Promesse de l'aube de Jules Dassin
- 1971 : Les Assassins de l'ordre de Marcel Carné
- 1972 : L'Humeur vagabonde  d'Édouard Luntz
- 1974 : Verdict d'André Cayatte
- 1974 : Blondy de Sergio Gobbi
- 1978 : Good-bye, Emmanuelle de François Leterrier
- 1978 : L'Amour en question d'André Cayatte
- 1981 : Le bahut va craquer de Michel Nerval
- 1981 : Le Guépiot de Joska Pilissy
- 1989 : Sans défense de Michel Nerval
- 1990 : La Messe en si mineur de Jean-Louis Guillermou
- 1991 : Mocky Story de Jean-Pierre Mocky
- 1992 : Ville à vendre de Jean-Pierre Mocky.